# Bini (famiglia)

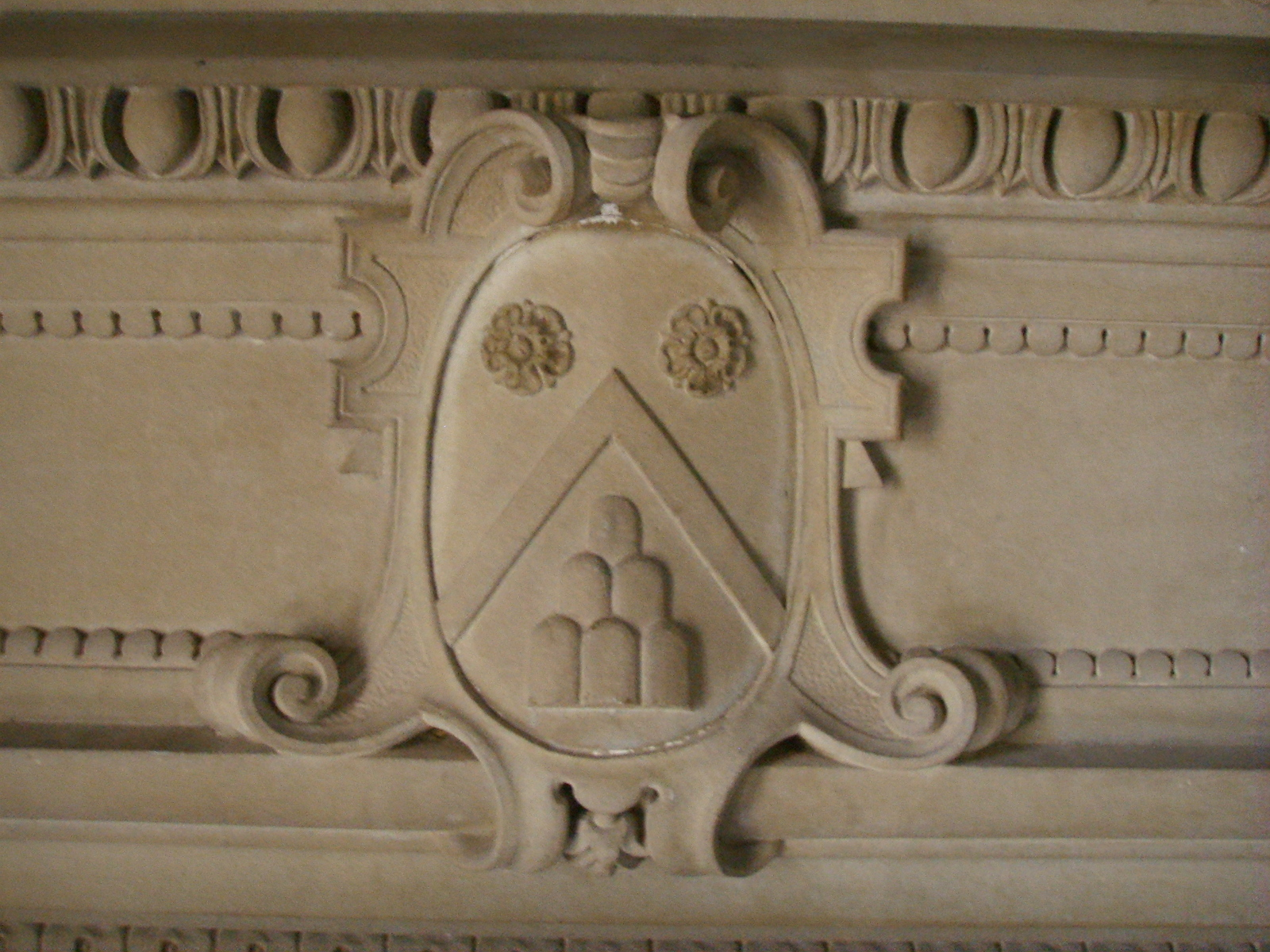
Stemma Bini, villa La Torraccia, Fiesole

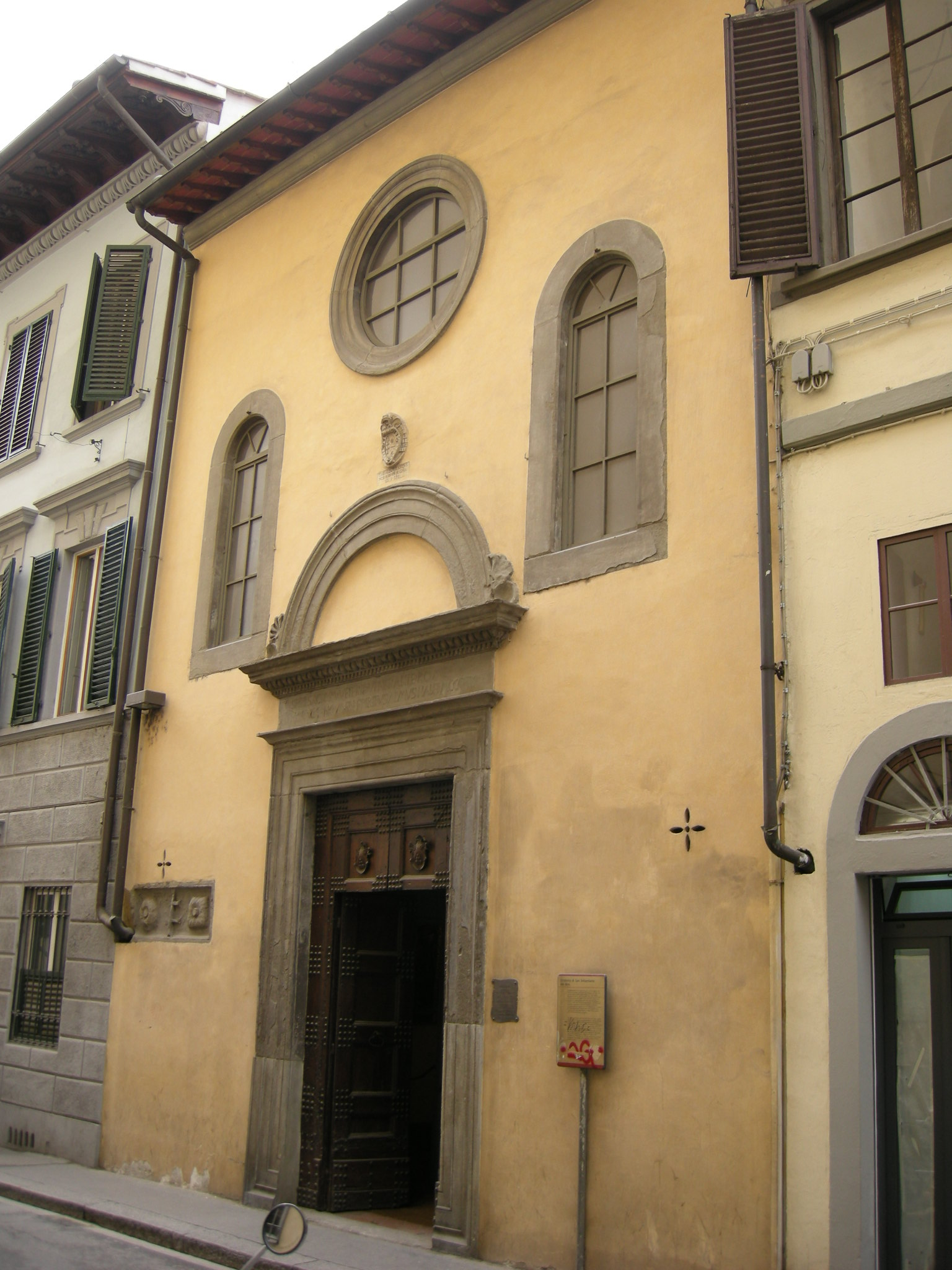
L'oratorio dell'ospedale di San Sebastiano dei Bini

I Bini sono un'antica famiglia patrizia di Firenze, originaria di Passignano in Val di Pesa. Tra i suoi membri si annoverano religiosi, politici, mecenati, banchieri e notabili fiorentini.

## Origini e storia della famiglia
La famiglia era originaria di Badia a Passignano in Val di Pesa, a sud di Firenze. Il capostipite della famiglia fu ser Tinaccio Ranieri, vissuto nel XII secolo. Le prime testimonianze storiche della famiglia si trovano in un antico documento del 1308 "...Actum apud dictam ecclesiam Sancte Marie, presentibus testibus ser Iohanne Gini notario, Goccio Vengne et Manecto Bini de Calenzano ad hoc habitis et vocatis...".
Si stabilirono a Firenze nel Duecento, nell'Oltrarno, più precisamente in via Romana. I primi esponenti notabili risalgono al XIV secolo, con alcuni suoi componenti che ricoprirono ruoli nelle magistrature della Repubblica fiorentina. Nel 1352 Pietro Bini fu il primo di quindici priori della famiglia.
Era dei Bini la casa che Cosimo il Vecchio acquistò per la vedova di Baccio d'Anghiari, Annalena, divenuta poi nota come casa di Annalena. Nel 1483 Lucrezia Bini andò in sposa a Giannozzo Pucci. In omaggio alla coppia Lorenzo il Magnifico regalò le quattro tavole come le storie di Nastagio degli Onesti commissionate appositamente a Sandro Botticelli. In una di queste è raffigurato un banchetto di nozze con gli stemmi Pucci e Bini. Oggi il primo di questi episodi dipinti da Botticelli sono esposti al Museo del Prado a Madrid, in Spagna.
Bernardo di Pietro Bini, che visse nel XVI secolo, fu tesoriere di papa Leone X: a sue spese venne rinnovato in Firenze lo spedalizzo di santo Spirito in via Romana, chiamato poi di San Sebastiano de' Bini. In quegli anni i Bini furono committenti di Filippino Lippi e Baccio d'Agnolo e, più tardi, del Maestro di Serumido, di Pier Francesco Foschi, di Giovanni Bilivert.
Il figlio primogenito di Bernardo fu monsignore Tommaso Bini, autore di lettere apostoliche e proposto del Capitolo del Duomo di Firenze, che ricevette da Giulio II la commenda dell'ospedale di Santo Spirito in Saxia in Roma nel 1509. Per il papa la sua famiglia fu tesoriera e amministratrice dei fondi per la fabbrica di San Pietro in Vaticano e per il mausoleo del papa, a cui lavorava Michelangelo.
Secondogenito fu invece Giovan Battista (m. 1522), che si dedicò agli studi di legge, fino a diventare giureconsulto, arrivando a venire nominato Protonotario apostolico, Abbreviatore e Famigliare di Leone X. Dopo essere diventato reggente della Cancelleria apostolica, nel 1518 tornò a Firenze, dove ottenne la prepositura del Capitolo fiorentino e la nomina a cavaliere di San Pietro.
Uno dei rami della famiglia si coniugò nel 1843 con la famiglia Smaghi di Montepulciano, che da allora prese il doppio cognome "Bini Smaghi" (ne è membro il finanziere Lorenzo Bini Smaghi).
Bino Bini Smaghi ottenne da Umberto II di Savoia la convalida del titolo nobiliare di conte, trasmissibile ai soli maschi primogeniti, con Regie Lettere Patenti del 6 aprile 1977.

## Personaggi illustri

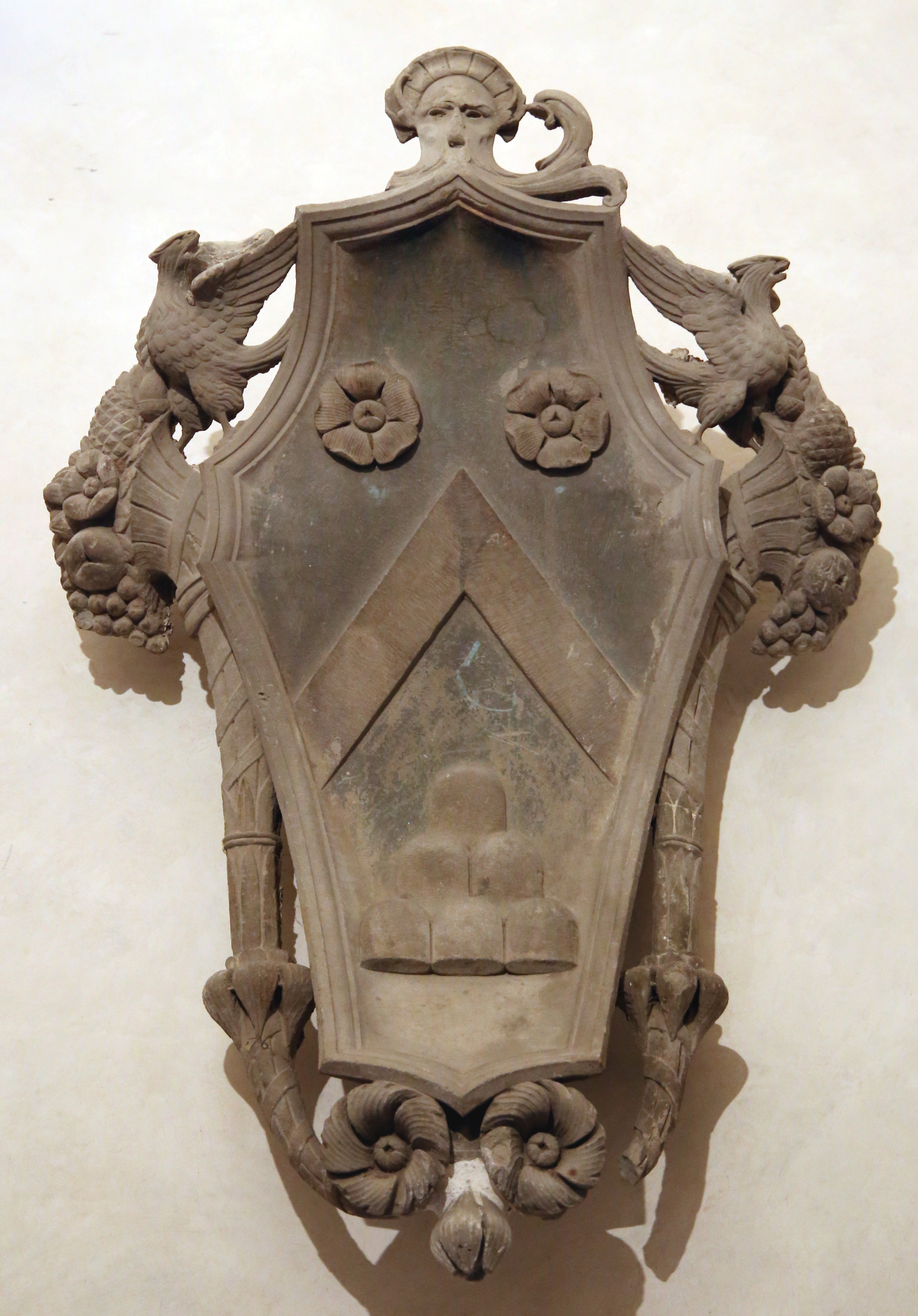
Stemma Bini di Benedetto da Rovezzano nel Museo di San Marco, proveniente dal palazzo in via Romana

- Bernardo di Pietro Bini (1461-1548), ricco mercante e banchiere, fu uno dei più importanti ed influenti banchieri nello Stato della Chiesa durante il pontificato di Leone X, poiché amico della famiglia Medici. Nel 1519 divenne ambasciatore fiorentino a Roma. Tornato a Firenze nel 1524 ottenne l'incarico di gonfaloniere di Firenze (l'unico della famiglia Bini) e fu priore nel 1527, quando Firenze si apprestava ad un ritorno della Repubblica Fiorentina
- Pietro Bini (1593-1635), sacerdote oratoriano, venerabile.
- Minima di S. Filippo (Camilla Strozzi 1617-1672), figlia di Roberto Strozzi e Camilla Bini (+ 1617), carmelitana a S. Maria degli Angeli e Santa Maria Maddalena de' Pazzi di Firenze, priora (1658-1661; 1664-1670) e Venerabile.
- Bernardo di Lorenzo Bini (1628-1686), fu un uomo politico con il titolo di cavaliere. Fu commissario di Arezzo, Volterra, Prato e Pistoia. Nel 1686 divenne senatore, un titolo nel granducato del tutto simbolico ma di altissimo valore onorifico.
- Lorenzo Bini Smaghi (1956), economista italiano e membro del comitato esecutivo della Banca centrale europea dal giugno 2005 al 10 novembre 2011.

## Significato del cognome e diffusione
Il significato del cognome Bini è legato all'appartenenza della famiglia alla nobiltà fiorentina, poiché dette i natali a ben 19 priori e 1 gonfaloniere. Infatti "Bini" dovrebbe derivare da "binus", diminutivo di "Albinus", che dalla lingua latina significa pallido di carnagione. Binus, infatti, era nell'epoca medievale un soprannome affibbiato spesso ai nobili. 
Il cognome Bini ha il suo ceppo principale in Toscana, ma si è diffuso anche in tutto il centro Italia, al centro nord e anche in una piccola zona del barese. Il cognome Bini possiede anche qualche variazione regionale: ad esempio a Bologna il cognome può cambiare in Binassi e in Romagna Binotti. Altre variazioni sono Del Bino e Binozzi.
Il cognome è il 28° più diffuso in Toscana e il 6° nella Città Metropolitana di Firenze.

## Possedimenti
La famiglia Bini possedeva vari palazzi soprattutto nella zona di via Romana, dove si trova l'oratorio di San Sebastiano de' Bini, tra cui quello passato poi ai Torrigiani, dove oggi ha sede il Museo della Specola. Sulla collina di Fiesole essi avevano la villa La Torraccia.
Una cappella Bini si trova nella basilica di Santo Spirito, decorata ancora dall'originale pala quattrocentesca di Francesco Botticini. Un'altra cappella si trovava nella chiesa di San Felice in Piazza.
A Roma, il cinquecentesco Palazzo Bini in vicolo del Consolato venne demolito alla fine dell'Ottocento nell'ambito della realizzazione della Via Nazionale, poi rinominata Corso Vittorio Emanuele II. Del Palazzo rimane un frammento di affresco della sala al pianoterra, conservato nel Museo di Roma a Palazzo Braschi, e una fotografia scattata durante la demolizione, anch'essa conservata a Palazzo Braschi, nel Gabinetto fotografico comunale.

## Stemma

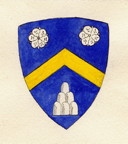
Stemma della Famiglia Bini

Lo stemma è: “D’azzurro allo scaglione d’oro accompagnato da sei monti all’italiana d’argento in punta e da due rose dello stesso poste in capo”